# Mistrzostwa Świata w Pięcioboju Nowoczesnym 1974
Mistrzostwa Świata w Pięcioboju Nowoczesnym 1974 – 20. edycja mistrzostw odbyła się w Moskwie.

## Klasyfikacja medalowa
| Lp. | Państwo | złoto | srebro | brąz | Razem |
| --- | ------- | ----- | ------ | ---- | ----- |
| 1.  | ZSRR    | 2     | 1      | 1    | 4     |
| 2.  | Węgry   | 0     | 1      | 0    | 1     |
| 3.  | Rumunia | 0     | 0      | 1    | 1     |

## Medaliści

### Mężczyźni
| Złoto                                                        | Srebro                                                     | Brąz                                                            |
| Indywidualnie                                                |                                                            |                                                                 |
| Paweł Ledniow                                                | Władimir Szmielew                                          | Borys Oniszczenko                                               |
| Drużynowo                                                    |                                                            |                                                                 |
| ZSRR · Paweł Ledniow · Władimir Szmielew · Borys Oniszczenko | Węgry · Tamás Kancsal · Tibor Maracskó · Zsigmond Villányi | Rumunia · Dumitru Spîrlea · Constantin Calina · Adalbert Covacs |